# Ališići
Ališići (cyr. Алишићи) – wieś w Bośni i Hercegowinie, w Republice Serbskiej, w mieście Prijedor. W 2013 roku liczyła 121 mieszkańców.